# Distretto di Panjgur
Il distretto di Panjgur è un distretto del Belucistan, in Pakistan, che ha come capoluogo Panjgur. Nel 1998 possedeva una popolazione di 234.051 abitanti.